# Proevippa hirsuta
Proevippa hirsuta is een spinnensoort in de taxonomische indeling van de wolfspinnen (Lycosidae).
Het dier behoort tot het geslacht Proevippa. De wetenschappelijke naam van de soort werd voor het eerst geldig gepubliceerd in 1981 door Anthony Russell-Smith.